# Tschiervahütte
Tschiervahütte (rétorománsky Chamanna da Tschierva) je horská chata Švýcarského alpského klubu (SAC) nalézající se v horské skupině Bernina.

## Poloha
Nachází se v nadmořské výšce 2573 m n. m. na jižním úbočí Piz Tschierva, nad ledovcem Tschierva. Chata postavená na tomto místě v roce 1951 byla v roce 2002 modernizována. Ke staré budově, která byla postavena z přírodních kamenů z okolí a obložena modřínovými prkny, byla přistavěna přístavba.
Chata je často využívána jako výchozí bod pro výstup na Piz Bernina hřebenem Biancograt.

## Historie
První chata byla postavena v roce 1899 na moréně ledovce Tschierva. Kvůli ústupu ledovce byla tato chata v roce 1951 opuštěna a na současném místě byla postavena nová chata, která byla v roce 1969 rozšířena. V letech 2002 až 2003 byla chata modernizována a rozšířena a přizpůsobena dnešním předpisům a potřebám. Byla například rozšířena kuchyně a pokoj pro hosty, do budovy byly integrovány umývárny a toalety a byla vybudována čistička odpadních vod.

## Přístup
Většinou se využívá přístup z obce Pontresina přes údolí Val Roseg.

## Možné túry
Chata je výchozím bodem pro výstup na Piz Bernina (4049 m) po hřebeni Biancograt. Dalšími vrcholy, na které se z chaty často vystupuje, jsou Piz Morteratsch (3751 m), Piz Roseg (3937 m), Piz Scerscen (3971 m) nebo Piz Tschierva (3546 m).
Kromě těchto vrcholových cílů jsou možné přechody na chatu Bovalhütte (přes Fuorcla da Boval, 3347 m) a na chatu Coazhütte. Tento přechod je poměrně obtížný a vede přes sutě a morény, přičemž je třeba překonat i některé potoky, což může být při vysokém stavu vody nemožné.